# Boas Novas Amazonas
A Boas Novas Amazonas é uma estação de televisão brasileira sediada em Manaus, capital do estado do Amazonas, transmitida no canal 8.1. Pertencente à Fundação Boas Novas, vinculada à Igreja Evangélica Assembleia de Deus no Amazonas (IEADAM), é uma emissora própria e geradora da Boas Novas. Inaugurada em 1969, como TV Ajuricaba, é a primeira e mais antiga estação de televisão do estado.

## História

### Antecedentes
Os esforços para a implantação de uma emissora de televisão no Amazonas se deram a partir de 1965, quando os empresários Sadie Hauache e Khaled Hauache criaram a TV Manauara, um dos primeiros sistemas de televisão a cabo do país, utilizando cabos de transmissão alimentados pela rede elétrica que transmitiam para alguns dos cerca de 2 mil cidadãos que possuíam televisores em Manaus. A experiência inovadora durou pouco tempo devido as dificuldades para manter a frágil rede de cabos, que frequentemente se rompiam ou eram cortados por linhas de papagaio. A família Hauache posteriormente pleiteou a concessão de uma emissora de televisão aberta, criando em 1967 a Sociedade Televisão Ajuricaba Ltda., que posteriormente venceu a licitação do canal 38 UHF de Manaus, por acaso, o primeiro do país a ser utilizado por uma emissora de televisão, uma vez que as emissoras existentes até então eram alocadas apenas em canais da banda VHF (2 a 13) – os canais de TV em banda UHF (14 a 69) só passariam a ser utilizados em larga escala no Brasil no fim da década de 1980, com o aumento de concessões outorgadas para novas geradoras e retransmissoras e a consequente falta de espaço no espectro VHF.

### TV Ajuricaba (1969–1986)

Vista aérea de Manaus, em meados da década de 1970. Os antigos estúdios e torre da transmissão da TV Ajuricaba, localizados no bairro de Santo Antônio, podem ser vistos no lado inferior esquerdo da foto, no alto do morro próximo à Ponte Presidente Dutra

A TV Ajuricaba entrou no ar em caráter experimental em 31 de dezembro de 1968, transmitindo inicialmente o padrão de testes requerido na época pelo DENTEL durante 90 dias, seguida de uma programação experimental até a sua inauguração oficial em 5 de setembro de 1969. Seu primeiro logotipo era um índio, uma vez que o nome da emissora era uma referência ao herói nativo que havia se recusado a virar escravo dos colonizadores portugueses. De início, sua programação era toda feita ao vivo, e em maio de 1970, após a instalação do seu primeiro equipamento de videotape, passou a exibir programas produzidos pela TV Record, que na época encabeçava a Rede de Emissoras Independentes. A partir de 1971, passou a levar ao ar atrações produzidas pela Rede Globo, da qual tornou-se afiliada em 1.º de maio de 1974. Em 1973, migrou do canal 38 UHF para o canal 20 UHF, o que já significava uma desvantagem em relação as suas concorrentes que surgiram no início da década de 1970, todas em canais VHF, uma vez que alguns televisores fabricados naquela época não possuíam sintonia para os dois espectros, necessitando de um conversor ou uma antena específica.
Em 1977, a TV Ajuricaba expandiu-se para o interior do Amazonas com a criação da CEGRASA, um sistema de retransmissoras que chegou a estar presente em 38 municípios do estado. Como ainda não haviam transmissões via satélite, a emissora recebia fitas com a programação da rede vinda do sul do país em malotes, e posteriormente, enviava cópias das mesmas fitas de avião ou de barco para as demais localidades. O esquema era similar ao que já vinha sendo feito pela Rede Amazônica e suas filiais em outros estados da região Norte, e durou até 1979, quando ambas passaram a ter transmissão direta para o interior utilizando um dos satélites da Intelsat, eliminando o esquema antigo. A TV Ajuricaba, por sua vez, continuaria a receber parte da programação da Globo gravada até 1983, quando a rede passou a ter seu canal exclusivo via satélite. Em 11 de maio de 1980, a emissora deixou o canal 20 UHF e passou a operar no canal 8 VHF, outorgado pelo Governo Federal em 1976. Com a troca, a TV Ajuricaba ficou em pé de igualdade com as concorrentes em termos de audiência, uma vez que seus telespectadores não precisariam mais sintonizar um canal alto para continuar assistindo sua programação.
Com o estouro da campanha das Diretas Já entre o fim de 1983 e o início de 1984, a TV Ajuricaba passou a defender abertamente a redemocratização do país em sua programação, dando suporte às manifestações que ocorriam no Amazonas. O posicionamento da emissora, reforçado pela atuação política dos seus proprietários (Sadie Hauache, diretora da TV Ajuricaba, era filiada ao PDS, fazendo parte da ala do partido que apoiava as manifestações), acabou gerando insatisfação entre as lideranças políticas locais que apoiavam a ditadura militar. Para evitar represálias, a família Hauache foi forçada a vender naquele ano a TV Ajuricaba e a Rádio Ajuricaba (atual Rádio Boas Novas, em fase de implantação) para novos donos, saindo momentaneamente do setor de comunicações. A emissora e suas congêneres foram adquiridas pelo industrial Antônio Simões, proprietário do Grupo Simões, cuja atividade principal era a fabricação e distribuição de bebidas na região Norte. Posteriormente, terminada a ditadura, os Hauache ganharam novas concessões para um canal de televisão e uma estação de rádio em Manaus, que vieram a ser a TV Manaus e a Você FM, fundadas em 1993.
No fim de 1985, a Rede Globo anuncia que não irá renovar seu contrato de afiliação com a TV Ajuricaba, previsto para expirar em junho de 1986, movendo sua programação para a TV Amazonas, que por sua vez unificaria suas transmissões com as demais emissoras da Rede Amazônica no Acre, Amapá, Rondônia e Roraima, que se juntaram à Globo em 1983. Era esperado que a TV Ajuricaba passasse então a retransmitir a programação da Rede Bandeirantes, com a qual a TV Amazonas estava desde o fim da década de 1970. Mas em maio de 1986, semanas antes da troca de afiliação, a emissora anunciou que se tornaria afiliada à Rede Manchete, que estava expandindo seu sinal pelo país, e com a troca, também mudaria de nome, passando a se chamar Rede Brasil Norte (RBN).

### RBN (1986–1993)

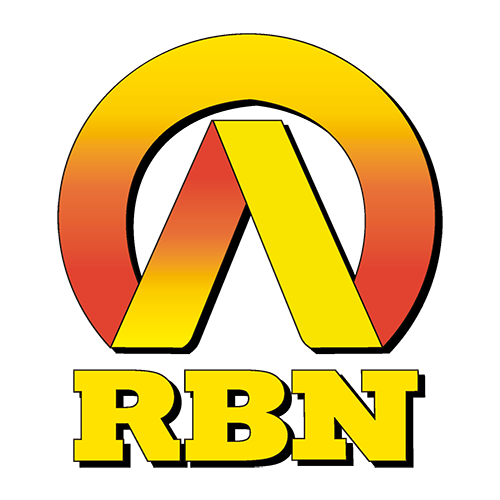
Logotipo da emissora entre 1986 e 1993. O conceito era inspirado nas letras alfa e ômega do alfabeto grego, e continuou sendo usado em uma nova versão pela Rede Boas Novas até 2007

O último dia da emissora como afiliada da Globo foi em 30 de junho, um dia após a final da Copa do Mundo FIFA de 1986. Como último programa, foi exibido às 23h50 locais o filme Amelia Earhart, dentro da sessão Festival de Sucessos. A TV Ajuricaba então saiu do ar por volta de 2h do dia 1.º de julho, retomando suas transmissões às 7h, com a estreia do telejornal RBN Notícias - Edição da manhã. A emissora juntou-se à Rede Manchete às 7h30, exibindo o programa educativo Qualificação Profissional, seguido às 8h de uma versão estendida da Sessão Animada, ambos programados localmente (na época, a Manchete só iniciava suas transmissões às 10h30). Nos primeiros dias, a programação da nova rede gerou reclamações dos telespectadores, que a consideravam pouco popular em relação à Rede Bandeirantes (esta por sua vez, ficaria sem sinal em Manaus até a criação da TV Rio Negro em 1987), característica que no entanto foi se alterando até o fim da década com as reformulações que a Manchete promoveu em busca de maior competitividade com as outras redes nacionais.
Diferente de outras afiliadas da Manchete em fusos horários diferentes de Brasília, a RBN exibia a programação da rede nos dias de semana e sábados com delay de uma hora no horário nobre. Inicialmente, essa mudança se fazia necessária devido à vigência da Censura Federal, que obrigava a adequação dos horários dos programas à classificação indicativa estipulada pelos censores, independente do fuso horário (algo que se repetiria anos mais tarde motivando a criação da Rede Fuso), mas depois de abolida a censura com a promulgação da Constituição de 1988, as mudanças passaram a acontecer em favor de exibir o seu notíciário, Jornal da RBN, antes do Jornal da Manchete, às 20h locais (a rede na época reservava o horário entre 19h30 e 20h para os telejornais locais das suas afiliadas). Outras adaptações também eram feitas na grade de programação para beneficiar os programas locais, atrasando ou adiantando os horários de algumas atrações da rede, principalmente no período vespertino. Durante a vigência do horário de verão, época em que o estado do Amazonas ficava com duas horas a menos em relação ao horário de Brasília, a RBN praticamente só exibia transmissões esportivas e coberturas jornalísticas da Manchete em tempo real. Após a venda da emissora em 1993, essas alterações deixaram de ocorrer.
O Grupo Simões ainda venceria, em 1988, uma licitação para operar o canal 6 VHF de Porto Velho, Rondônia, que veio a ser a RBN Porto Velho. A emissora de início era gerenciada pelo Sistema Imagem de Comunicação, que em 1991, inaugurou seu próprio canal de televisão, a TV Candelária (hoje SIC TV), e depois passou a ser controlada pelos donos de facto. Embora a RBN tivesse uma boa audiência, aliada à programação da Manchete, que oscilava entre o 2.º e o 3.º lugar no ranking nacional e local, isso não se refletia no seu departamento comercial. Tanto a televisão quanto a Rádio Ajuricaba operavam no vermelho, gerando prejuízos financeiros ao Grupo Simões, que colocou todos os seus ativos de mídia à venda em meados de 1991.
Como potenciais compradores, foram cogitados inicialmente o grupo cearense J. Macêdo, empresa do ramo alimentício, e o político e então senador Amazonino Mendes, sendo este último o que esteve mais próximo de fechar negócio. Amazonino faria uma sociedade com o empresário Antônio Dias da Silva, um dos executivos do Grupo Simões, e outros 15 cotistas que representariam sua parte na sociedade (uma vez que pela lei, parlamentares não podem ser donos de concessões públicas, o que inclui veículos de radiodifusão), desembolsando 20 milhões de dólares pelas empresas. Porém, devido a denúncias sobre a origem ilícita do dinheiro feitas por seus adversários políticos, o negócio não foi adiante, e o Grupo Simões continuou procurando outros compradores.
Em janeiro de 1993, a Igreja Evangélica Assembleia de Deus no Amazonas (IEADAM), liderada pelo pastor Samuel Câmara, apareceu como compradora, após o pastorado da igreja decidir adquirir uma emissora de rádio como forma de expandir os seus propósitos de evangelização para um número maior de pessoas. A IEADAM e o Grupo Simões negociaram a venda da Rádio Ajuricaba, mas atraídos pela oportunidade de levar também uma emissora de televisão, os pastores resolveram adquirir todos os ativos, chegando a um acordo em 7 de janeiro. A IEADAM deveria pagar 3,25 milhões de dólares (o equivalente na época à 45 bilhões de cruzeiros), divididos em prestações. Em 15 de janeiro, ao firmar o contrato de venda, a igreja deu uma entrada de 100 mil dólares, devendo ainda pagar mais uma parcela no valor de 450 mil nos próximos 60 dias para assumir o controle definitivo dos veículos – caso contrário, a venda seria anulada, e todo o dinheiro que já havia sido pago, perdido –, e mais 24 parcelas nos meses subsequentes para completar a transação. À época, a arrecadação da IEADAM era inferior à 300 mil dólares mensais, e para completar a quantia necessária, a igreja mobilizou centenas de fiéis e membros. Vários deles penhoraram bens como imóveis, automóveis, joias e alguns passaram a vender lanches e roupas pelas ruas de Manaus.

### Boas Novas (1993–presente)
A igreja conseguiu arrecadar o dinheiro necessário, e em 15 de março de 1993, a RBN passou ao controle dos novos proprietários, que quitaram o restante da compra em março de 1995. O significado de sua sigla foi alterado, de Rede Brasil Norte para Rede Boas Novas, mantendo basicamente a mesma identidade visual da gestão anterior. Nos bastidores, profissionais vinculados à antiga gestão foram demitidos, com exceção apenas dos técnicos, e foram substituídos por pessoas ligadas à igreja. A programação secular da RBN e da Manchete também sofreu mudanças significativas. Horários tradicionalmente ocupados por sessões de filmes como o Cinema Nacional e Sala VIP passaram a ter a exibição de programas locais voltados à comunidade evangélica, como o Proclamai, Alfa e Ômega e Nos Bastidores da Igreja.
A emissora também passou a cortar atrações que contrariavam os valores morais da igreja, sendo o exemplo mais notável as transmissões de carnaval, que eram marca registrada da Manchete. Com exceção de 1994, onde houve transmissão por conta do desfile de Manaus e os compromissos comerciais que haviam sido firmados, nos anos subsequentes toda a programação da Manchete do sábado até a terça de carnaval (com exceção apenas das edições do Jornal da Manchete) era derrubada e substituída por atrações da própria RBN. Embora a rede estivesse ciente e de acordo com as alterações que a sua afiliada fazia na programação, o mesmo não se podia dizer dos telespectadores, que se queixavam constantemente das atrações da Manchete sendo cortadas por programas religiosos.
A RBN continuou exibindo a programação da Manchete até 31 de dezembro de 1997, e na virada para 1998, tornou-se afiliada à CNT, a exemplo do que já acontecia com a RBN Belém, que havia trocado a sua afiliação com a Rede Record após a sua aquisição pela Assembleia de Deus de Belém em 1995. A Rede Manchete, já em franca decadência que culminaria em sua falência no ano seguinte, teve o seu sinal reposto por uma retransmissora mantida pela Rede Calderaro de Comunicação no canal 18 UHF.
Com o amplo espaço que a nova rede oferecia, a RBN aumentou o número de programas locais, chegando a 93 horas semanais de produções próprias. Naquela altura, a emissora já tinha sua programação transmitida para todo o país via satélite, através de um canal em banda C, apelidado como "Jesus Sat", além de arrendar meia hora da programação diária da CNT entre 5h e 6h. Com as bases formadas, a RBN tornou-se uma emissora independente em 5 de setembro de 1999, passando à condição de geradora da Rede Boas Novas, com programação totalmente religiosa.
Em 2006, a RBN mudou-se de suas instalações no bairro Santo Antônio, onde estava sediada desde a fundação em 1969, para um complexo anexo ao Centro de Convenções Canaã, no bairro do Japiim, onde também estão sediadas a Faculdade Boas Novas e o templo da Congregação Canaã da IEADAM. Os antigos estúdios da emissora foram posteriormente reformados e tornaram-se um espaço de lazer vinculado a um templo da igreja na mesma quadra. Em 2007, com a reformulação da marca da rede, a emissora passou a se chamar Boas Novas Amazonas.
Em 14 de dezembro de 2011 a estação iniciou suas transmissões no sinal digital, pelo canal 30 UHF, e em 2014 passou a produzir sua programação em alta definição. Em 30 de maio de 2018, com base no decreto federal de transição das estações brasileiras dos sinais analógico para o digital, a Boas Novas Amazonas, bem como as outras emissoras de Manaus, cessou suas transmissões pelo canal 8 VHF, seguindo o cronograma oficial da Anatel.

## Programas
Como geradora da rede, a Boas Novas Amazonas produz atualmente 12 horas diárias de programação, divididas entre os estúdios da emissora em Manaus e no Rio de Janeiro. Algumas atrações são voltadas especificamente para os fiéis da Assembleia de Deus no Amazonas, como o Voz da Assembleia de Deus, cultos locais ministrados pelos pastores da igreja, como Jonatas Câmara, além de espaços arrendados para outras denominações evangélicas. As outras 12 horas da grade são preenchidas por atrações produzidas pela Rede Gênesis, que desde 1.º de novembro de 2016 divide sua programação com a Boas Novas.

## Controvérsias

### Contratação irregular de obreiros como funcionários
Em 14 de abril de 2005, a Fundação Boas Novas foi condenada pela Procuradoria Regional do Trabalho da 11.ª Região, a não mais contratar obreiros sob regime de trabalho voluntário para a Boas Novas Amazonas e outras empresas da fundação, com o objetivo de evitar a sonegação de direitos trabalhistas destes funcionários. A ação civil pública foi proferida pelo procurador Carlos Eduardo Carvalho Brisolla, que ainda obrigou a fundação a regularizar a situação contratual dos obreiros que haviam sido contratados irregularmente, sob pena de multa diária de mil reais em caso de descumprimento.

### Escândalo dos sanguessugas
Em 14 de dezembro de 2009, o Tribunal de Contas da União condenou o ex-diretor executivo e o diretor executivo da Fundação Boas Novas, mantenedora da emissora, Dan Câmara e José dos Santos, os ex-membros da comissão de licitação da entidade Miquéias de Lima, Samuel da Silva, Ronaldo Lucena e a empresa E. F. Medeiros a devolverem, solidariamente, 562 092,06 reais aos cofres do Fundo Nacional de Saúde. O TCU detectou irregularidades em dois convênios firmados entre a Fundação Boas Novas e o Ministério da Saúde para compra de dezoito ambulâncias e três micro-ônibus, distribuídos a diversos municípios do Amazonas "para fortalecer o Sistema Único de Saúde". A fiscalização do TCU não localizou as seis ambulâncias, mas descobriu que os veículos foram adquiridos a preços elevados, acima do valor de mercado. Todos os mencionados no processo e as empresas envolvidas também foram obrigados a pagar multa de 8 mil reais ao Tesouro Nacional.